# نیروهای مسلح اروگوئه
نیروهای مسلح اروگوئه (اسپانیایی: Fuerzas Armadas del Uruguay‎) مجموعه نیروهای نظامی اروگوئه است، که از ارتش ملی اروگوئه، نیروی دریایی ملی اروگوئه و نیروی هوایی اروگوئه تشکیل می‌شود.